# おはよう!ニッポン全国消防団
おはよう!ニッポン全国消防団（おはよう!ニッポンぜんこくしょうぼうだん）は日本のラジオ番組。

## 概要
ニッポン放送をキーステーションに、2006年4月から全国NRN系列30局で土曜日、もしくは日曜日の午前中に放送される番組。提供は日本消防協会。2006年度は半年間の放送だったが、2007年度からは1年間の放送となる。
消防団の「応援団長」としてゲストパーソナリティが出演し、全国各地の消防団員と電話を繋ぎ、地域や消防団の様子などを紹介する。アシスタントは最初の12年間は長きにわたってニッポン放送アナウンサーの山本剛士が担当していたが、現在はひろたみゆ紀が担当している。

## 進行アシスタント
ニッポン放送のアナウンサーが担当する。
- 初代：山本剛士（2006年4月2日 - 2018年3月25日）
- 2代目：ひろたみゆ紀（2018年4月1日 - 現在）

## これまでのゲスト
※日付はキー局であるニッポン放送のオンエア日。なお2007年より消防協会の関係者以外のゲストは1ヶ月通しての出演となっている（稀に次月の第1週まで出演する場合もあるが、ここでは1ヶ月に1人のゲストとしておく）。

### 2006年（平成18年）
- 秋本敏文（日本消防協会理事長、4月2日）※ニッポン放送のみ
- 大沢啓二（4月9日・4月16日・4月23日）
- ダニエル・カール（4月30日・5月7日・5月14日）
- 舞の海（5月21日・5月28日・6月4日）

- 徳光和夫（6月11日・6月18日）
- 水前寺清子（6月25日・7月2日）
- 平野啓子（7月9日・7月16日）
- 平尾昌晃（7月23日・7月30日）

- 倉田保昭（8月6日・8月13日）
- ガッツ石松（8月20日・8月27日）
- 菅原文太（9月3日・9月10日）
- 横峯良郎（9月17日・9月24日）
- 片山虎之助（10月1日）

### 2007年（平成19年）
- 秋本敏文（4月1日）※ニッポン放送のみ
- 高部正男（消防庁長官、4月8日）
- 大沢啓二（4月）
- 平野啓子（5月）

- 舞の海（6月）
- 水前寺清子（7月）
- 美川憲一（8月）
- ダニエル・カール（9月）

- ガッツ石松（10月）
- 浅香光代（11月）
- 徳光和夫（12月）

### 2008年（平成20年）
- 片山虎之助（1月6日）
- 柏原芳恵（1月）
- 倉田保昭（2月）
- 沢田亜矢子（3月）
- 菅原文太、秋本敏文（日本消防協会理事長、3月30日）
- 荒木慶司（総務省消防庁長官、4月6日）
- 大沢啓二（4月）
- 松元照仁（日本消防協会国際部長、5月4日）
- 水前寺清子（5月）
- 平野啓子（6月）
- 舞の海（7月）
- ダニエル・カール（8月）
- ガッツ石松（9月）
- 柏原芳恵（10月）
- 浅香光代（11月）
- 吉幾三（12月）
- 岡本保（消防庁長官、12月28日）

### 2009年（平成21年）
- 重川希志依（富士常葉大学教授、1月4日）
- 沢田亜矢子（1月）
- 倉田保昭（2月）
- 浜美枝（3月）
- 株丹達也（消防庁次長、4月5日）
- 大沢啓二（4月）
- 大江秀敏（東京消防庁防災部長、5月4日）
- 平野啓子（5月）
- 三浦雄一郎（6月）
- 水前寺清子（7月）

- 黒江透修（8月）
- 西郷輝彦（9月）
- 平尾昌晃（10月）
- 千葉紘子（11月）
- ジュディ・オング（12月）

### 2010年（平成22年）
- 吉井博明（消防審議会会長、1月10日）
- ダニエル・カール（1月）
- 浅香光代（2月）
- マリ・クリスティーヌ（3月）
- 大沢啓二（4月）
- 薬師寺保栄（5月）
- ガッツ石松（6月）
- 葛城ユキ（7月）
- 武田修宏（8月）
- 徳光和夫（9月）
- 赤井英和（10月）
- 加藤高道（11月）
- 金子絵里（12月）

### 2011年（平成23年）
- 久保信保（消防庁長官、1月2日）
- 川藤幸三（1月）
- 眞鍋かをり（2月）
- 沢田亜矢子（3月）
- 水前寺清子（4月）
- 高木繁光（日本消防協会会長、5月1日）
- 菅原文太（5月）
- 柏原芳恵（6月）
- 松本龍（7月3日）
- 王貞治（7月）
- 片山善博（総務大臣、7月31日）
- 浜美枝（8月）
- 浅香光代（9月）
- 舞の海（10月）
- 宇梶剛士（11月）
- 秋本敏文（日本消防協会理事長、12月4日）
- マリ・クリスティーヌ（12月）

### 2012年（平成24年）
- 原正之（総務省消防庁、1月1日）
- 三浦雄一郎（1月）
- 金子絵里（2月）
- 水前寺清子（3月）
- ダニエル・カール（4月）
- ガッツ石松（5月）
- 平野啓子（6月）
- 黒江透修（7月）
- 葛城ユキ（8月）
- 倉田保昭（9月）
- 千葉紘子（10月）
- 佐藤水香（11月）
- 岡崎浩巳（消防庁長官、12月2日）
- 西川きよし（12月）

### 2013年（平成25年）
- 秋本敏文（日本消防協会会長、1月6日）
- 沢田亜矢子（1月）
- ジュディ・オング（2月）
- 菅原文太（3月）
- 堀江謙一（4月）
- 赤井英和（5月）
- 平野啓子（6月）
- 水前寺清子（7月）
- 布施明（8月）
- 小倉優子（9月）
- 佐藤水香（10月）
- 徳光和夫（11月[1]）
- 西郷輝彦（12月）

### 2014年（平成26年）
- 大石利雄（消防庁長官、1月5日）
- 吉幾三（1月）
- 舞の海（2月）
- 清水ミチコ（3月）
- 石黒賢（4月）
- ガッツ石松（5月）
- 美川憲一（6月）
- 有森裕子（7月）
- 振分親方（8月）
- 蝶野正洋（9月[2]）
- 葛城ユキ（10月）
- 平野啓子（11月）
- 水前寺清子（12月）

### 2015年（平成27年）
- 秋本敏文（日本消防協会会長、1月4日）
- 舞の海（1月）
- 榊原郁恵（2月）
- サンドウィッチマン（3月）
- 麻木久仁子（4月）
- 西郷輝彦（5月）
- 浅香唯（6月）
- 柏原芳恵（7月）
- 武田双雲（8月）
- 太田裕美（9月）
- 平野啓子（10月）
- 佐々木敦朗（消防庁長官、11月1日）
- 西川きよし（11月）
- 徳光和夫（12月）

### 2016年（平成28年）
- 秋本敏文（日本消防協会会長、1月3日）
- 古賀稔彦（1月）
- 蝶野正洋（2月）
- 水前寺清子（3月）
- 有森裕子（4月[3]）
- 佐藤水香（5月）
- 宇梶剛士（6月）
- 浅香唯（7月）
- 振分親方（8月）
- 東貴博（Take2、9月）
- 松本明子（10月）
- 布施明（11月）
- 平野啓子（12月）

### 2017年（平成29年）
- 秋本敏文（日本消防協会会長、1月1日）
- 舞の海（1月）
- 佐藤水香（2月）
- 沢田亜矢子（3月）
- ジュディ・オング（4月）
- 浅香唯（5月）
- 柏原芳恵（6月）
- 水前寺清子（7月）
- 蝶野正洋（8月）
- 麻木久仁子（9月）
- 水野真紀（10月）
- ビビる大木（11月）
- 杉浦太陽（12月）

### 2018年（平成30年）
- 秋本敏文（日本消防協会会長、1月7日）
- 松村邦洋（1月）
- 片岡安祐美（2月）
- 稲山博司（消防庁長官、3月4日）
- 水前寺清子（3月）
- 梅田彩佳（4月）
- 東貴博（5月）
- 浅香唯（6月）
- 山田邦子（7月）
- 有森裕子（8月）
- 舞の海（9月）
- 麻木久仁子（10月）
- 松本明子（11月）
- 平野啓子（12月）

### 2019年（平成31年→令和元年）
- 秋本敏文（日本消防協会会長、1月6日、12月29日）
- 片岡安祐美（1月）
- 松村邦洋（2月）
- 佐藤水香（3月）
- 柏原芳恵（4月）
- 沢田亜矢子（5月）
- 稲山博司（消防庁長官、6月2日）
- 振分親方（6月）
- 黒江透修（7月）
- ガッツ石松（8月）
- 浅香唯（9月）
- 有森裕子（10月）
- 舞の海（11月）
- ジュディ・オング（12月）

### 2020年（令和2年）
- 水前寺清子（1月）
- 松本明子（2月）
- ビビる大木（3月）
- 林﨑理（消防庁長官、4月5日）
- 徳光和夫（4月）
- 里崎智也（5月）
- 増田明美（6月）
- 照英（7月）
- 佐藤水香（8月）
- 林家たい平（9月）
- 浅香唯（10月）
- ガッツ石松（11月）
- 早見優（12月）
- 横田真二（消防庁長官、12月27日）

### 2021年（令和3年）
- 蝶野正洋（1月）
- 秋本敏文（日本消防協会会長、1月17日）
- 水前寺清子（2月）
- サンドウィッチマン（3月）
- 平野啓子（4月）
- 舞の海（5月）
- 有森裕子（6月）
- 赤井英和（7月）
- 山田邦子（8月）
- 里崎智也（9月）
- 竹下景子（10月）
- 徳光和夫（11月）
- 浅香唯（12月）

### 2022年（令和4年）
- 秋本敏文（日本消防協会会長、1月2日）
- 蝶野正洋（1月）
- 水前寺清子（2月）
- 増田明美（3月）
- 内藤尚志（消防庁長官、4月3日）
- ダニエル・カール（4月）
- ジュディ・オング（5月）
- 柏原芳恵（6月）
- 宇梶剛士（7月）
- 平野啓子（8月）
- 舞の海（9月）
- 麻木久仁子（10月）
- ガッツ石松（11月）
- 浅香唯（12月）

### 2023年（令和5年）
- 秋本敏文（日本消防協会会長、2022年12月31日、1月1日、12月31日）
- 伍代夏子（1月）
- 里崎智也（2月）
- 高橋みなみ（3月）
- 前田一浩（消防庁長官、4月2日）
- 徳光和夫（4月）
- 横澤夏子（5月）
- 鳥羽一郎（6月）
- 有森裕子（7月）
- 槙野智章（8月）
- 青木愛（9月）
- 蝶野正洋（10月）
- 榊原郁恵（11月）
- 浅香唯（12月）

### 2024年（令和6年）
- ダニエル・カール（1月）
- 武藤十夢（2月）
- 宇梶剛士（3月）
- 村上茉愛（4月）
- 原邦彰（消防庁長官、4月7日）
- 照英（5月）
- 稲村亜美（6月）
- 村田諒太（7月）
- 高橋みなみ（8月）
- 秋本敏文（日本消防協会会長、9月1日）
- 徳光和夫（9月）
- 平野啓子（10月）
- 舞の海（11月）
- 日髙のり子（12月）
- 秋本敏文（日本消防協会会長、12月29日）

### 2025年（令和7年）
- 蝶野正洋（1月）
- 浅香唯（2月）
- 里崎智也（3月）
- 関根麻里（4月）
- 林家たい平（5月）
- 池田達雄（消防庁長官、5月25日）
- 平野啓子（6月）
- 照英（7月）
- 鈴木杏樹（8月）

## ネット局
放送時間の早い順から記載。
| 放送対象地域  | 放送局名                      | 放送時間         | 備考                                        |
| ------------- | ----------------------------- | ---------------- | ------------------------------------------- |
| 関東広域圏    | ニッポン放送（LF）            | 日曜 6:15 - 6:25 | 制作局 ひろたみゆ紀のサンデー早起き有楽町内 |
| 宮城県        | 東北放送（TBC）               | 土曜 5:00 - 5:10 |                                             |
| 中京広域圏    | 東海ラジオ（SF）              | 土曜 5:30 - 5:40 |                                             |
| 福島県        | ラジオ福島（rfc）             | 土曜 5:40 - 5:50 |                                             |
| 和歌山県      | 和歌山放送（wbs）             | 土曜 6:30 - 6:40 |                                             |
| 徳島県        | 四国放送（JRT）               | 土曜 6:40 - 6:50 |                                             |
| 熊本県        | 熊本放送（RKK）               | 土曜 6:50 - 7:00 | [ 4 ]                                       |
| 長崎県 佐賀県 | 長崎放送（NBC） NBCラジオ佐賀 | 土曜 7:25 - 7:35 |                                             |
| 香川県        | 西日本放送（RNC）             | 土曜 7:35 - 7:45 |                                             |
| 鹿児島県      | 南日本放送（MBC）             | 土曜 8:30 - 8:40 | 二見いすずの土曜ラジオ！内                  |
| 広島県        | 中国放送（RCC）               | 日曜 5:30 - 5:40 |                                             |
| 北海道        | STVラジオ                     | 日曜 5:50 - 6:00 |                                             |
| 関西広域圏    | ラジオ大阪（OBC）             | 日曜 6:00 - 6:10 | [ 5 ]                                       |
| 富山県        | 北日本放送（KNB）             | 日曜 6:10 - 6:20 |                                             |
| 福井県        | 福井放送（FBC）               | 日曜 6:10 - 6:20 |                                             |
| 岩手県        | IBC岩手放送                   | 日曜 6:15 - 6:25 |                                             |
| 秋田県        | 秋田放送（ABS）               | 日曜 6:15 - 6:25 |                                             |
| 福岡県        | 九州朝日放送（KBC）           | 日曜 6:15 - 6:25 |                                             |
| 山形県        | 山形放送（YBC）               | 日曜 6:20 - 6:30 |                                             |
| 宮崎県        | 宮崎放送（MRT）               | 日曜 6:20 - 6:30 |                                             |
| 沖縄県        | ラジオ沖縄（ROK）             | 日曜 6:35 - 6:45 |                                             |
| 高知県        | 高知放送（RKC）               | 日曜 6:40 - 6:50 |                                             |
| 大分県        | 大分放送（OBS）               | 日曜 6:45 - 6:55 |                                             |
| 長野県        | 信越放送（SBC）               | 日曜 6:50 - 7:00 |                                             |
| 山口県        | 山口放送（KRY）               | 日曜 6:50 - 7:00 | [ 6 ]                                       |
| 愛媛県        | 南海放送（RNB）               | 日曜 6:55 - 7:05 |                                             |
| 青森県        | 青森放送（RAB）               | 日曜 7:20 - 7:30 |                                             |
| 石川県        | 北陸放送（MRO）               | 日曜 7:35 - 7:45 |                                             |
| 新潟県        | 新潟放送（BSN）               | 日曜 7:40 - 7:50 |                                             |
| 鳥取県 島根県 | 山陰放送（BSS）               | 日曜 8:15 - 8:25 |                                             |